# 3a,7a-dihidroksi-5b-holestanat-KoA ligaza
3a,7a-dihidroksi-5b-holestanat-KoA ligaza (EC 6.2.1.28, 3alfa,7alfa-dihidroksi-5beta-holestanoil koenzim A sintetaza, DHCA-KoA ligaza, 3alfa,7alfa-dihidroksi-5beta-holestanat:KoA ligaza (formira AMP)) je enzim sa sistematskim imenom (25R)-3alfa,7alfa-dihidroksi-5beta-holestan-26-oat:KoA ligaza (formira AMP). Ovaj enzim katalizuje sledeću hemijsku reakciju
ATP + (25R)-3alfa,7alfa-dihidroksi-5beta-holestan-26-oat + KoA {\displaystyle \rightleftharpoons } AMP + difosfat + (25R)-3alfa,7alfa-dihidroksi-5beta-holestanoil-KoA

## Literatura
- Nicholas C. Price; Lewis Stevens (1999). Fundamentals of Enzymology: The Cell and Molecular Biology of Catalytic Proteins (Third изд.). USA: Oxford University Press. ISBN 019850229X.
- Eric J. Toone (2006). Advances in Enzymology and Related Areas of Molecular Biology, Protein Evolution (Volume 75 изд.). Wiley-Interscience. ISBN 0471205036.
- Branden C; Tooze J. Introduction to Protein Structure. New York, NY: Garland Publishing. ISBN 0-8153-2305-0.
- Irwin H. Segel. Enzyme Kinetics: Behavior and Analysis of Rapid Equilibrium and Steady-State Enzyme Systems (Book 44 изд.). Wiley Classics Library. ISBN 0471303097.
- William P. Jencks (1987). Catalysis in Chemistry and Enzymology. Dover Publications. ISBN 0486654605.

## Spoljašnje veze
- 3alpha,7alpha-dihydroxy-5beta-cholestanate-CoA+ligase на 